# Harold Landry
Pour les articles homonymes, voir Landry.
(en) Statistiques sur pro-football-reference
Harold Antonio Landry III, né le 5 juin 1996 à Spring Lake (Caroline du Nord), est un joueur américain de football américain. Il joue linebacker en National Football League (NFL).